# Hello Another Way -それぞれの場所-
「Hello Another Way -それぞれの場所-」（ハローアナザーウェイ-）は、2000年5月31日に発売されたthe brilliant greenの10枚目のシングル。発売元はソニーレコード。

## 収録曲
1. Hello Another Way -それぞれの場所-
（作詞:川瀬智子 作曲:奥田俊作 編曲:the brilliant green）
 「JAL ACTIVE 北海道 2000」キャンペーンソング
2. 恋はキラキラ星☆☆☆
（作詞:川瀬智子 作曲:奥田俊作 編曲:the brilliant green）

## 収録アルバム
- Los Angeles (#1、アルバムバージョン)
- complete single collection '97-'08 (#1)
- THE SWINGIN' SIXTIES